# Joan Gamper
Hans Max Gamper-Haessig (phát âm tiếng Đức: [hans maks ˈɡampər ˈhɛːsɪg]; 22 tháng 11 năm 1877 – 30 tháng 7 năm 1930), thường được biết đến với cái tên Joan Gamper (IPA: [ʒuˈaŋ ˈɡampər]) là một nhà điều hành bóng đá và vận động viên đa năng người Thụy Sĩ. Ông thành lập các câu lạc bộ bóng đá ở Thụy Sĩ và Tây Ban Nha, đáng chú ý nhất là FC Barcelona và FC Zürich.
Ông được nhiều người coi là một trong những nhân vật quan trọng nhất trong sự khởi đầu của FC Barcelona, là người đứng đầu đằng sau việc thành lập câu lạc bộ vào năm 1899, và sau đó là đội trưởng đầu tiên của câu lạc bộ từ năm 1899 đến năm 1903, ghi hơn 100 bàn thắng trong chỉ có 48 trận đấu cho Barça và vào năm 1902, ông đã chỉ huy đội bóng của mình giành chiến thắng tại Copa Macaya, danh hiệu đầu tiên của câu lạc bộ. Sau đó, ông giữ chức chủ tịch năm lần riêng biệt từ năm 1908 đến năm 1925. Một trong những thành tựu chính của ông là có được kinh phí để xây dựng sân vận động của riêng họ vào năm 1909, Camp de la Indústria, được coi là yếu tố chính đã giúp câu lạc bộ phát triển trong những năm 1910. Dưới sự lãnh đạo của Gamper, Barcelona đã giành được 11 Championat de Catalunya, 6 Copa del Rey và 4 Cúp Pyrenees.

## Qua đời

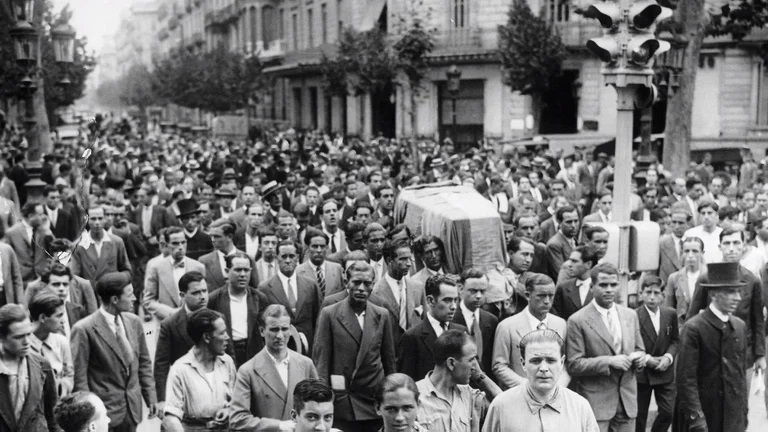
Tang lễ của Gamper ở Barcelona

Vào ngày 30 tháng 7 năm 1930, Gamper tự sát sau một thời gian bị trầm cảm do các vấn đề cá nhân và tiền bạc gây ra, và được an nghỉ tại Nghĩa trang Montjuïc.
Đám tang của ông có sự tham dự của nhiều người trong thành phố. Các cầu thủ của FC Barcelona đã đưa Gamper đến Nghĩa trang Montjuic, nơi ông được chôn cất.